# Camponotus gretae
Camponotus gretae är en myrart som beskrevs av Auguste-Henri Forel 1902. Camponotus gretae ingår i släktet hästmyror, och familjen myror. Inga underarter finns listade.